# Шахта «Калинівська-Східна»
ДВАТ Шахта «Калинівська-Східна» — відокремлений підрозділ Шахтоуправління Бажанова. Входить до ВАТ ДХК «Макіїввугілля».

## Історія
Шахта «Калинівська-Східна» побудована шахтобудівельним управлінням тресту «Макіївшахтобуд» по проекту, розробленому інститутами Южгіпрошахт та Сталінгіпрошахт і здана до експлуатації у травні 1957 року. Проектна потужність шахти становила 450 т. тонн за рік. Були підготовлені до виймання запаси на горизонті 219 м в крутій частині шахтного поля.
За наявністю великої кількості технологічних порушень на східному та західному крилах шахти основні підготовлені пласти на горизонті 219 м були відпрацьовані за 1957 р. і першій половині 1958 р. В кінці 1958 р. був зданий до експлуатації горизонт 319 м, робота на якому тривала до 1965 р. У 1960 р. керівництвом шахти було прийняте рішення про підготовку та розвиток робіт в пологій частині пластів гор. 219 м та будівництво гор. 438 м з заглибленням двох вертикальних стволів від горизонту 319 м до горизонту 552 м. Заглиблення здійснювало шахто-будівельне управління тресту «Донецькшахтопроходка».
У 1965 р. був зданий до експлуатації горизонт 438 м. Роботи на ньому продовжуються і зараз. З 1971 по 1978 рр. шахта входила до складу шахтоуправління ім. Леніна, а з жовтня 1978 р. знову стала самостійним підприємством. У 1980 р. почалися роботи по розориттю та підготовці запасів на пласті l, нижче 552 м.

## Загальні дані
Фактичний видобуток 1105/908 т/добу (1990/1999).
У 2003 р. видобуто 107 тис.т вугілля.
Максимальна глибина 780 м (1991—1999).
Протяжність підземних виробок 45,5/36,1 км (1991/1999).
З 1993 р. виробнича потужність шахти встановлена у розмірі 320 тис.тонн у зв'язку з зменшенням кількості діючих очисних вибоїв. Промислові запаси на 2000 р. становлять 9,6 млн тонн.
У 1999 р. розроблялися пласти k2
5, l1 потужністю 1-1,2 м, кут падіння 0-40о.
Пласт l1 небезпечний щодо раптових викидів вугілля і газу, за суфлярним виділенням метану.
Абсолютна метановість шахти становить 29/43 м³/хв.
Кількість очисних вибоїв 5/3 (1990/1999), підготовчих 16/8 (1990/1999).
Зараз є технічною одиницею шахти Бажанова
Кількість працюючих: 2361/1980 осіб, в тому числі підземних 1644/1426 осіб (1990/1999).
Адреса: 86135, м. Макіївка, Донецької обл.